# Peter Betz
Peter Betz (ur. 1913, zm.?) – zbrodniarz hitlerowski, oficer raportowy w obozie koncentracyjnym Dachau i SS-Hauptscharführer.
Urodził się w Kronach w Bawarii. Członek SS od 1 listopada 1933 roku. Służbę w Dachau rozpoczął w sierpniu 1935. Początkowo był szeregowym strażnikiem, ale w 1938 roku przeniesiono go do sztabu komendantury. 2 września 1939 roku Betz został członkiem Waffen-SS. Od stycznia do marca 1943 pełnił funkcję Rapportführera (oficera raportowego) w Dachau. Betz brał udział w egzekucjach i wykonywał kary na więźniach.
Peter Betz skazany został w procesie załogi Dachau przez amerykański Trybunał Wojskowy na karę śmierci przez powieszenie. Wyrok zamieniono jednak w akcie łaski na karę 15 lat pozbawienia wolności.